# Motta Visconti
Motta Visconti là một đô thị ở tỉnh Milano, vùng Lombardia của Italia, khoảng 25 km về phía tây nam của Milano.
Motta Visconti giáp các đô thị: Vigevano, Casorate Primo, Besate, Trovo, Bereguardo.

## Nhân vật nổi tiếng
- Sante Geronimo Caserio (1873–1894), người ám sát Marie François Sadi Carnot, sinh ra trong một gia đình nông dân ở Motta Visconti.